# Поэтика
Поэ́тика (от греч. ποιητική; ποιητική τέχνη «поэти́ческое иску́сство») — теория поэзии; наука, изучающая поэтическую деятельность, её происхождение, формы и значение, — и шире, законы литературы вообще.

## Определение
Поэтика — раздел теории литературы, трактующий на основе определенных научно-методологических предпосылок вопросы специфической структуры литературного произведения, поэтической формы, техники (средств, приемов) поэтического искусства.
Термин «поэтика» иногда переносится на сам объект изучения: говорят, например, «пушкинская поэтика», «поэтика Шекспира» и т. п.
В своем историческом развитии поэтика как наука прошла длинный путь, меняя в значительной мере очертания граней своего предмета и характер своих задач, то суживаясь до пределов свода поэтических правил, то расширяясь до границ, почти совпадающих с границами истории литературы или эстетики. Общей чертой поэтик всех направлений остается то, что все они подходят к художественной литературе под углом зрения её специфики, стремясь дать теорию поэтического искусства то в порядке установления научно обоснованных эстетических норм, то как догматической декларации творческих принципов, то в виде эмпирического анализа поэтической структуры, то наконец построения истории развития литературных форм.
В современной исследовательской литературе термин «поэтика» употребляется в трех значениях:
- Поэтика в узком смысле этого слова изучает «литературность», «превращение речи в поэтическое произведение и систему приемов, благодаря которым это превращение совершается»[1].
- Более широкое понимание «предполагает изучение не только речевых, но и других структурных моментов художественного текста»[2].
- Встречается также точка зрения на поэтику как на раздел общей эстетики и таким образом, поэтика относится уже не только к сфере литературы, но и ко всему искусству в целом[3].

## История поэтики

### Аристотель
Основоположником поэтики считается Аристотель, хотя у него и были предшественники. Зарождение поэтики на греческой почве следует отнести к более раннему времени. Уже в мифических образах девяти муз, как замечает А. Г. Горнфельд, имеются налицо элементы теоретической мысли, различающей специфику разных поэтических жанров. Ряд существенных положений, связанных с областью поэтики, имеется у Платона, непосредственного учителя Аристотеля (относительно деления поэзии на виды, о катарсисе, о «подражательной» природе поэзии), но он не дал развитой системы поэтики как таковой, оставаясь в плане общефилософской постановки этих вопросов.
Таким образом первым развернутым систематическим трудом по поэтике нужно считать «Поэтику» Аристотеля [384—322], появившуюся на почве довольно развитых теоретических представлений в условиях оживленной борьбы критических мнений. Будучи носителем идеологии землевладельческо-рабовладельческой олигархии, Аристотель выступил в период, когда политическая экспансия Греции росла чрезвычайно быстро и требовала культурной мобилизации во всех областях, в том числе и таких, как теория искусства. Представляя класс жизнеспособный и активный, но вместе с тем и паразитический, Аристотель своеобразно соединял в своем учении о поэзии черты гедонизма (цель искусства — удовольствие) с глубоким пониманием познавательной сущности поэзии, и если общая трактовка эстетических проблем восходит у него к идеалистической философии, то метод анализа поэтической структуры — метод поэтики — создан им несомненно на основе эмпирического метода естественных наук. Начиная с раскрытия сущности поэтического искусства, Аристотель последовательно проводит свой анализ (в дошедшей до нас части — на материале трагедии и эпоса) через все стороны поэтической структуры, вплоть до языка.
Охватив в пределах рассматриваемого материала едва ли не все проблемы поэтического искусства, Аристотель поражает глубиной и верностью понимания задач поэтики, её отношения к литературе, самого принципа её построения. «Поэтика» Аристотеля — не свод догматически преподносимых рецептов, но и не отвлеченная теоретическая схема. Ясно осознавая практическое значение поэтики для литературного творчества, а следовательно и присущую ей нормативность, Аристотель идет путём решения практических вопросов на основе изучения конкретных фактов литературы и развернутой системы теоретических представлений, выводимой из общефилософского понимания самой сущности поэзии. Отсюда глубочайшая связь «Поэтики» Аристотеля с поэтическим творчеством его современников, с художественной культурой его класса, и отсюда же принципиальное её значение, её величайшая поучительность. Оказав огромное влияние на последующее развитие этой дисциплины, «Поэтика» Аристотеля на протяжении многих веков оставалась непревзойденным образцом глубокого единства теоретической мысли и конкретных задач современной поэзии. Более того, целый ряд последующих авторов (вплоть до XVIII—XIX вв.) во многом (и существеннейшем) повторяли Аристотеля и, снизив научно-принципиальный уровень поэтики, превратили её в свод догматических правил.

### Гораций
В чисто практическом плане дал свою работу по поэтике Гораций (65—8 до н. э.) — «De arte poetica» (О поэтическом искусстве, или послание к Пизонам). Повторяя в некоторых отдельных моментах Аристотеля, Гораций в целом далёк от его общей концепции. Не обосновывая своих требований сколько-нибудь глубокими философскими предпосылками, яркий выразитель стоико-эпикурейского мировоззрения римской буржуазии, Гораций преподносит в изящной стихотворной форме предписания, соблюдение которых является необходимым условием эстетической грамотности поэтического произведения, имеющего целью «услаждать, трогать и учить», смешивая «приятное с полезным».
Требования простоты, сохранения чувства меры, последовательности и ясности изложения, отказ от чрезмерно грубых и жестоких сцен и т. п. — всё это дано как не подлежащие сомнению суждения человека с изысканным вкусом и общепризнанным творческим опытом. Будучи не более чем эстетическим каноном Горациева стиля, «Послание к Пизонам» тем не менее не прошло в последующие века незамеченным. Наоборот, общим своим характером оно определило особый тип произведений такого рода, особый тип поэтики (догматический), занявший большое место в истории европейской поэтики нового времени.

### Средние века
Поэтики Горация и Аристотеля сыграли роль в развитии дальнейшей поэтики, неизмеримо большую, чем схематическая поэтика Средневековья. Из области последней упомянем лишь о «табулатурах» мейстерзингеров и о греческой статье Георгия Хёробоскоса, попавшей в переводе под названием «О образех» в «Святославов изборник» (1493). «Табулатуры» представляли собой свод обязательных для выполнения правил музыкально-поэтического искусства мейстерзингеров, правил.
Статья «О образех» интересна для нас как первая на Руси работа, имеющая отношение к поэтике. Сколько-нибудь развернутой системы поэтики здесь нет, и статья имеет не меньшее отношение к риторике, чем к поэтике. Все же по этой статье читатель древней Руси мог получить некоторые элементарные представления об отдельных средствах поэтической речи — метафоре, гиперболе и т. д.; она знаменует наличие известного интереса к вопросам теории литературы уже с первых веков нашей письменности, интереса, который на этом этапе мог вызвать лишь использование переводного произведения, но ещё не создание оригинального.

### Возрождение
Эпоха Возрождения воскресила к новой жизни древних авторов, а классицизм XVII—XVIII вв. признал их авторитет неприкосновенным. Канонами стали «Поэтика» Аристотеля и «Послание к Пизонам» Горация. Последнее послужило вместе с тем и внешним образцом для целой серии подобных произведений с XVI по XVIII в. — итальянских, испанских, французских, английских, русских (Тредьяковского, Сумарокова и др.). Здесь же — один из первоисточников ряда своего рода «общих мест» для школьных «пиитик», «теорий словесности» и т. п.
Влияние Аристотелевой «Поэтики» обнаруживается уже в первой трети XVI в. у итальянского поэта Триссино («Софонисба», 1515, «Поэтика», 1529), заметно в «Discorsi dell’arte poetica» Торквато Тассо [1588]. Широко использует теоретическое и поэтическое наследие античных авторов французский гуманист Скалигер, «Поэтика» (1561) которого, отводившая центральное место вопросам поэтического языка, получила в своё время общеевропейское признание. Так, в ряде звеньев (из которых отметим ещё итальянца Кастельветро, впервые окончательно сформировавшего в 1570 закон «трёх единств») складывается постепенно, как будто бы целиком на основе античного наследства, Поэтика классицизма, ярче всего представленная в теории и практике французов XVII в., в частности поэтикой Корнеля («Три рассуждения о драме», 1660) и особенно Буало «L’art poétique», 1674].
Однако якобы следуя по стопам Аристотеля, классики весьма односторонне восприняли его учение, превратив в узкую догму то, что у него и у античных поэтов было исторически сложившейся нормой. Подкрепляя при этом свои положения авторитетом Аристотеля, они не только поверхностно, но зачастую и просто неправильно его понимали. Впрочем совершенно неверным было бы считать, что классицизм представляет собой не что иное, как кривое зеркало античности (почему мы и отвергаем термин «ложноклассицизм»): определенным образом преломляя античное влияние, французские классики, создавали свою собственную поэтику, ярко классово-окрашенную, формулирующую эстетические вкусы поднимающейся крупной буржуазии, вступившей в союз с королевской властью, точнее — близкой ко двору верхушкой её.

### Классицизм
Что же касается догматизма поэтики классиков, то он вполне соответствовал общему духу абсолютистской идеологии, стремившейся строго регламентировать все стороны жизни, в том числе и правила «хорошего вкуса», на основе картезианского рационализма в его буржуазно-придворной интерпретации. В наиболее развернутом виде систему теоретической поэтики этого стиля дает «L’art poétique» Буало, имея своим близким образцом «Послание к Пизонам» Горация, ряд мест из которого Буало берет почти в дословном переводе (в целом впрочем «L’art poétique» охватывает более широкий круг вопросов, чем «De arte poetica»).
Подробно разрабатывая поэтику драматургии и эпоса, Буало канонизирует поэтическую теорию и практику античных авторов, далеко не во всем правильно её трактуя. Требованиями рассудка и соображениями натуралистической правдоподобности (но без той широкой исследовательской базы, какую мы видим у Аристотеля) мотивируются все формулируемые здесь правила, среди которых одним из характернейших является известный закон «трёх единств» (места, времени и действия). Оказав огромное влияние на поэтику и литературу других стран, «L’art poétique» Буало становилось обязательным кодексом везде, где завоевывал себе место классицизм, находя близких адептов и подражателей (Готшед — в Германии, Сумароков — в России и т. д.).
Наиболее яркую страницу в историю борьбы против поэтики французского классицизма вписал несомненно Лессинг. Лессинг всю свою атаку на французов ведет, исходя из ортодоксального (в его понимании) толкования Аристотеля, искаженного «ложноклассиками». При этом он весьма далек от слепого следования авторитету «древних»; он несомненно был первым теоретиком, сумевшим вновь поднять поэтику на тот научный и философский уровень, на котором она стоит у Аристотеля, и самостоятельно повести дальнейшую разработку важнейших проблем в этой области. Вместе с тем Лессинг подобно Аристотелю не лишает свою работу и практического, нормативного значения. Так же, как и Аристотель, Лессинг идет от анализа самой природы искусства поэзии. Этот анализ он проводит в сопоставлении поэзии с изобразительным искусством (скульптура, живопись). Этой проблеме посвящён специальный трактат Лессинга «Лаокоон» [1766], представляющий одно из значительнейших произведений мировой литературы в данной области. Исходя из своеобразия природы живописи, а также скульптуры и поэзии — пространственной для первых и временной для второй, — Лессинг определяет художественные возможности того и другого искусства. Основным здесь считает он то, что поэзия отражает действительность, давая объекты в известной временной последовательности, и имеет возможность показать процессы, протекающие во времени, а живопись располагает один возле другого одновременно сосуществующие предметы, позволяя зрителю одновременно же их охватывать в едином восприятии, но не будучи в состоянии дать процесс как таковой. Отсюда делается Лессингом целый ряд нормативных выводов относительно структуры живописного и поэтического образа и подлежащих живописи и поэзии объектов изображения (способы изображения красивого и безобразного в поэзии и живописи, эстетическая порочность описательной поэзии и «повествующей» живописи и т. д.).
Данный Лессингом на основе указанных принципов анализ описания щита Ахиллеса в «Илиаде» принадлежит к числу классических образцов теоретического изучения структуры поэтического образа, хотя и обнаруживает внеисторичность самого метода Лессинга, исходящего из якобы постоянной неподвижной сущности поэтического искусства.
Однако было бы ошибкой считать подход Лессинга к вопросам поэтической структуры чисто формалистическим. Его борьба против описательной поэзии теснейшим образом связана с его отталкиванием от аристократического стиля, эта борьба целиком вытекает из радикально-буржуазного стремления Лессинга утвердить искусство социально-действенное, боевое, динамичное. Эти новые эстетические нормы проникают представления Лессинга о самых различных жанрах. Так, Лессинг возражал против изукрашенности басни у Лафонтена, требуя от этого жанра сжатости, простоты и — главное — ясности основной идеи. Но особенно широко и конкретно развивает Лессинг систему своих воззрений в области поэтики на материале драматургии. Оставаясь в «Лаокооне» в значительной мере в пределах общих вопросов эстетики, Лессинг более детальную разработку вопросов драматургии дает в другой своей работе, представляющей серию критических статей, объединённых под общим заглавием «Гамбургская драматургия».

### Немецкий идеализм
Следующий значительный этап в разработке проблем поэтики был создан немецкой классической философией. Вопросы теоретической поэтики, будучи даны в системе широких философских концепций, связываются здесь с вопросами истории литературы, что, вообще говоря, является несомненно моментом весьма существенным, поднимающим постановку проблем поэтики на более высокий научный уровень. Так, Гердер исторически подходит к проблеме поэтических родов, связывая её вместе с тем с природой слова как специфического средства поэзии. Проблема поэтических родов вообще вызывает на этом этапе большой интерес.
Сравнительный анализ структуры поэтических родов дает Шлегель, говоря о характерности действия, замкнутости, единства для драмы, а для эпоса — событийности, неограниченности, относительной самостоятельности частей, органически связанных в единое целое единством мировоззрения. Эту же проблему широко разрабатывает Шеллинг, переводя её из плана собственно поэтики как таковой в план онтологический в связи с общей своей идеалистической концепцией. Утверждая, что теоретическое рассмотрение порядка поэтических родов не совпадает с историческим, Шеллинг выводит специфику структуры лирики, эпоса и драмы из существа выражаемых ими потенций или ступеней развития. Гораздо больше насыщена конкретно-историческим содержанием эстетика Гегеля, в частности разделы её, касающиеся вопросов поэтики. В связи со своей общей эстетической теорией, построенной исторически, Гегель рассматривает соответствующие каждой форме искусства («символического», «классического», «романтического») жанры, композиционные и языковые средства, разрабатывая так. обр. вопросы, непосредственно относящиеся к поэтике.

### Теоретическая поэтика
Теоретическая поэтика, взаимно связанная, конечно, с историей литературы, представлена дальше многочисленным рядом исследователей XIX—XX вв., начиная с Гумбольдта, его теории эпоса в книге о «Германе и Доротее». Лингвистические основы поэтики Гумбольдта изложены в предисловии к «Kawi-Sprache». Линию Гумбольдта продолжает, самостоятельно её развивая, Потебня («Мысль и язык», «Из записок по теории словесности» и пр.), создавший целую школу. Эстетико-психологический метод анализа художественного произведения, разрабатывавшийся потебнианцами и в философской своей основе носящий субъективно-идеалистический характер, получил значительное развитие и на Западе, особенно в Германии. Типичным представителем этого направления в поэтике является Мюллер-Фрейенфельс, который для своей «Поэтики» ставит целью «дать психологическое обоснование сущности поэзии и производимого её стилистическими формами воздействия».
Иную линию поэтики, идущую от объективно-идеалистической школы Дильтея, дает философско-формалистический метод, представленный одним из крупнейших германских литературоведов — Вальцелем. Выдвигая на первый план изучение формы как необходимый путь для постижения сущности искусства, Вальцель отнюдь не ограничивается внешними сторонами произведения, сосредоточивая своё внимание на анализе внутренней композиции, на компановке эмоциональной стороны произведения, на раскрытии внутренней симметрии и т. д. Полагая, что во всех искусствах в данную эпоху в основе композиции господствует один и тот же формальный закон, Вальцель считает весьма плодотворным метод параллельного изучения искусств. Вопросы композиции литературного произведения усиленно разрабатываются и другими представителями формализма.
Упомянем работы Зейферта о композиции в произведениях Фрейтага, Дибелиуса — о композиции английского романа, Флешенберга — о новеллистической композиции у Гофмана. Не остаются вне поля зрения формалистов и другие стороны поэтической формы. Достаточно назвать здесь работы по мелодике стиха Эд. Сиверса, выдвинувшего так наз. принцип Ohrenphilologie, то есть изучения стихотворения в его восприятии на слух, а не на глаз при чтении. Под значительным влиянием зап.-европейского формализма сложился русский формализм, выдвинувший ряд теоретиков (Жирмунский, Эйхенбаум, Томашевский, Шкловский и др.).

### Историческая поэтика
Наряду с теоретической системой поэтики в истории развития этой науки мы находим попытки построения «исторической» поэтики. История литературы как история эволюционного развития литературных форм — вот в сущности ядро «исторической» поэтики, наиболее ярким и крупным представителем которой по праву считается А. Н. Веселовский. Исходным моментом в работе этого учёного является стремление «собрать материал для методики истории литературы, для индуктивной поэтики, которая устраняла бы её умозрительные построения, для выяснения сущности поэзии — из её истории». С помощью такого индуктивного исследования чисто эмпирическим путём мыслится осуществление грандиозного замысла «исторической» поэтики, которая бы охватила развитие литературных форм всех времен и народов. Здание «исторической» поэтики осталось незавершенным.
Однако у дела А. Н. Веселовского было немало продолжателей, в числе которых стоит назвать прежде всего Ю. Н. Тынянова, М. М. Бахтина, В. Я. Проппа. В советские годы Веселовский был объявлен «буржуазным космополитом», его работы замалчивались, а историческая поэтика подвергалась нападкам. Однако начиная с 70-х годов XX века начинается возрождение интереса к данной дисциплине. Появляется несколько сборников, посвящённых исторической поэтике, активно обсуждается её проблематика. С конца 90-х годов в РГГУ читается курс С. Н. Бройтмана «Историческая поэтика».

### Поэтические манифесты
Ближайшее отношение к поэтике имеют также манифесты и декларации целого ряда поэтических школ и отдельных писателей нового времени. Не являясь научными поэтиками, эти декларации дают однако много материала для понимания поэтики, опиравшихся на соответствующие литературные направления. Так, Гюго в своем предисловии к драме «Кромвель», ставшей манифестом романтизма, отталкиваясь от поэтики классицизма, в противовес рационалистической догматике последнего провозглашает свободу творческой воли художника, призывая «ниспровергнуть тенденцию книжных правил, власти авторитетов и слушать лишь голоса природы, правды и своего вдохновения».
А так как в соответствии с иррациональностью романтизма «природа» и «правда» (о которых по-своему говорил и Буало) понимаются совершенно иначе, чем их понимали классики, то иначе должен строиться и художественный образ во всех его сторонах: вместо очерченных по логической схеме однобоких персонажей Гюго требует «живых людей» во всей их контрастной противоречивости, вместо абстрактного «единства места и времени» — конкретной исторической обстановки, необходимо связанной с множественностью мест и моментов действия, вместо строго разграниченных жанров — жанров смешанных и т. д. Подобного рода теоретическую декларацию видим мы и в «теории экспериментального романа» Золя. Ещё более развернутые системы поэтики мы находим в теоретической продукции позднейших литературных школ. Большое (и во многом теоретически интересное) наследство оставлено в этой области представителями символизма (особенно А. Белым, работы которого по кругу объектов выходят далеко за пределы символизма), значительное — футуристами.